# NUDT4

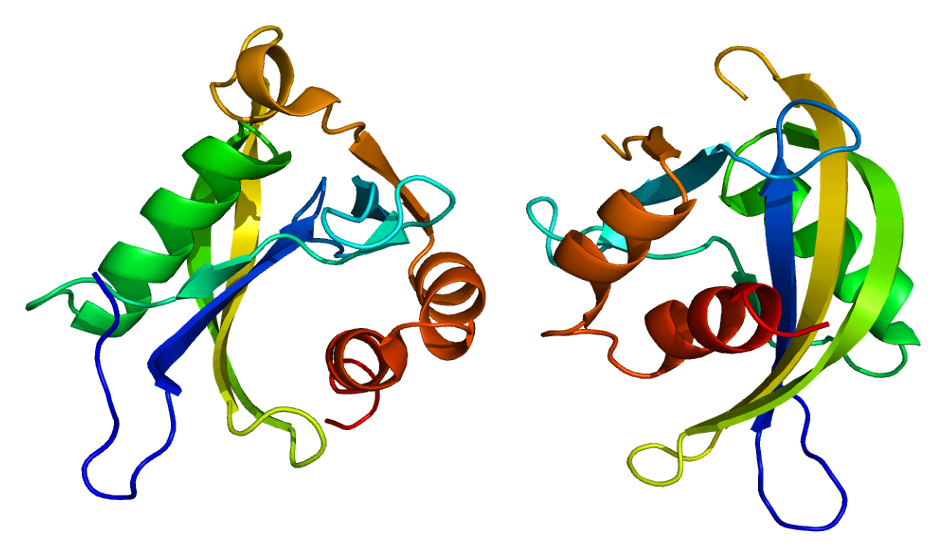
NUDT4

La difosfoinositol polifosfato fosfohidrolasa 2 es una enzima que en humanos está codificada por el gen NUDT4 .
La proteína codificada por este gen regula el recambio de polifosfatos de difosfoinositol. El recambio de estos polifosfatos de difosfoinositol de alta energía representa una actividad de cambio molecular con importantes consecuencias reguladoras. El cambio molecular por polifosfatos de difosfoinositol puede contribuir a regular el tráfico intracelular. Se han descrito varias variantes de transcripción empalmadas alternativamente, pero no se ha determinado la naturaleza de longitud completa de algunas variantes. Las isoformas DIPP2alpha y DIPP2beta se distinguen entre sí únicamente porque DIPP2beta posee un aminoácido adicional debido al deslizamiento de los límites del intrón en el empalme alternativo.